# Tereza Švecová
Tereza Švecová, v matrice Teresie Švecova (15. října 1877 Horažďovice – 12. května 1945 Praha) byla česká básnířka a spisovatelka (pseudonym Viola z Prácheňska).

## Životopis
Její rodiče byli Jan Švec měšťan a mistr provaznický a Marie Švecová-Ubelakrová. Měla dva starší sourozence: Marii (19. 8. 1869) a Eduarda (12. 3. 1873).
Pracovala celý život na poště, kde dosáhla pozice vrchní poštovní adjunktky. V pětadvaceti vydala svou první básnickou sbírku. Psala básně, pohádky, bajky a povídky pro děti a mládež. Její knihy ilustrovali výborní malíři, např. Josef Lada

## Dílo

### Básně
- Kytice básniček – pro milý dětský svět napsala Viola z Prácheňska; ilustroval František Vysekal. Telč: Emil Šolc, 1902
- Rok dětského života: pro mladý dětský svět – Viola z Prácheňska. Praha: Václav Kotrba, 1916

- Křeménky a perličky: pro milý dětský svět – Viola z Prácheňska; [ilustroval Josef Lada]. Praha-Karlín: 1918
- Na útěku: pro malé i velké čtenáře – Viola z Prácheňska; ilustroval Josef Wenig. Praha: František Urbánek a synové, 1919
- Barevné kuličky: pro mladý dětský svět – Viola z Prácheňska; s obrázky Minky Podhajské. Praha: Jan Otto, 1921
- Červené korálky – Viola z Prácheňska; zdobil Franta Žáček. Praha: A. Král, 1921
- Vybrané perly: pro milý dětský svět – Viola z Prácheňska. Praha: Družina legionářů, 1922
- Zajatec: veršovaný románek pro malé i velké čtenáře – Viola z Prácheňska; [barevně] ilustroval Jan Goth. Praha: Československá akciová tiskárna, 1927

### Próza
- Dub a slavík a jiné povídky – pro malé i velké čtenáře napsala Viola z Prácheňska; ilustroval Artuš Scheiner. Praha: Jan Svátek,1923
- Lískové oříšky: bájky [sic] pro malé i velké – napsala Viola z Prácheňska; s obrázky Rudolfa Adámka. Praha: Siesta, 1924
- Listy z knihy přírody, 1938[4]